# Miasskoje
Miasskoje (ros. Миасское) – wieś (sieło) w Rosji, w obwodzie czelabińskim, ośrodek administracyjny rejonu krasnoarmiejskiego. W 2010 liczyła 9755 mieszkańców.